# Josef Lochmatter

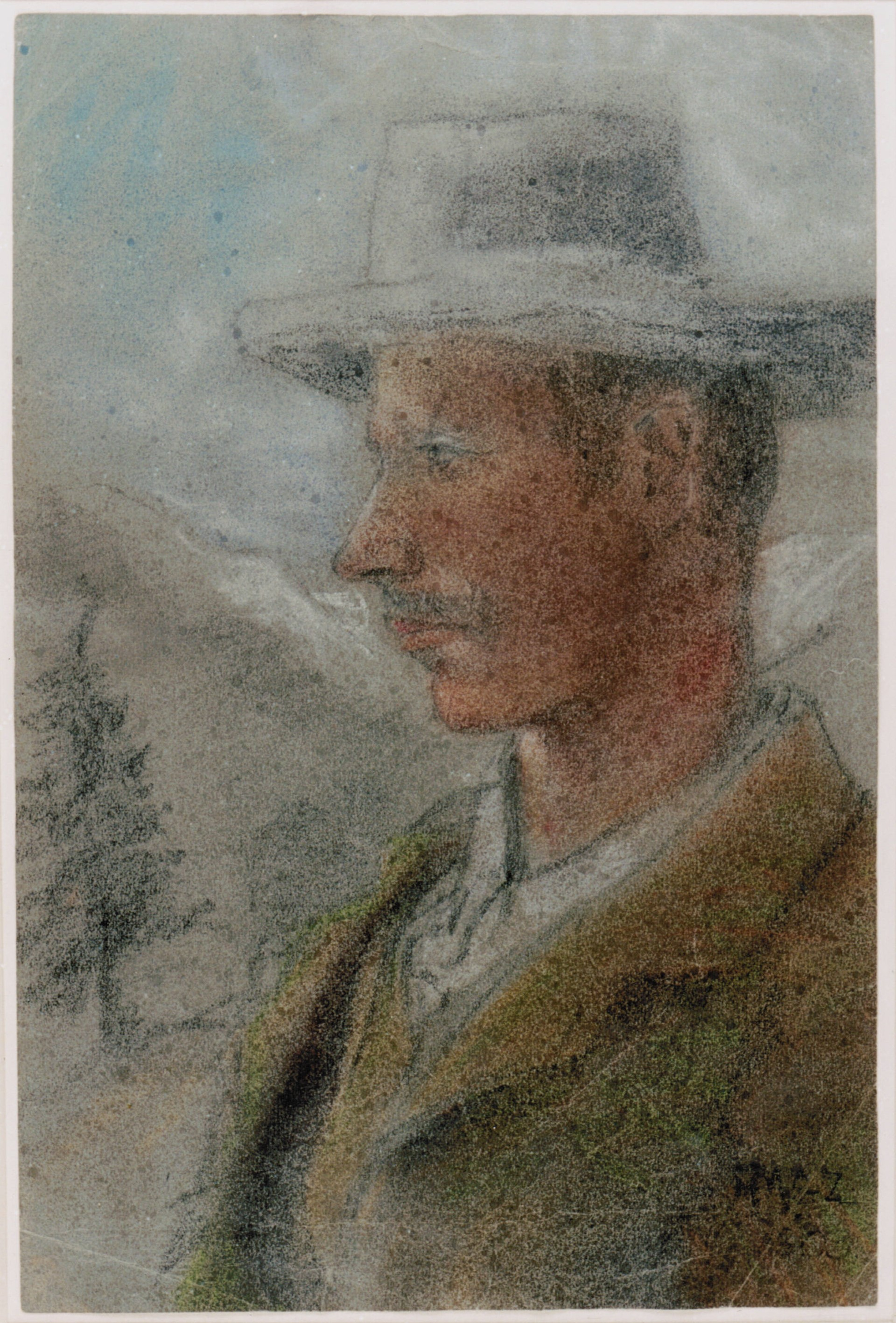
Porträt des Berg- und Skiführers Josef Lochmatter (1872–1915) von Albert Gos aus dem Jahre 1903.

Josef Lochmatter (* 19. Juni 1872 in St. Niklaus; † 18. April 1915 in Brig) war ein Schweizer Bergsteiger-, Berg- und Skiführerpionier. Er war  ein grosser All-Round-Bergführer und der Begründer der neuen St. Niklauser Bergführerschule, die bis in die 1930er Jahre unerreicht blieb. 

## Familie
Josef Lochmatter aus St. Niklaus im Schweizer Kanton Wallis ist der zweite Sohn von Josef Marie Lochmatter, dem Begründer und Stammhalter der bekannten St. Niklauser Bergführerdynastie. Das Ehepaar Magdalena Imboden (1875–1954) und Josef Lochmatter hatte insgesamt sechs Kinder, wobei Adolf (1899–1915), der älteste Sohn als Jungmann an einer Blinddarmentzündung und die beiden nachfolgenden Söhne Arnold und Bernhard als Kleinkinder starben. 
Erwin Lochmatter (1911–1987), der fünfte Sohn, wurde Unternehmer und ebenfalls Berg- und Skiführer wie sein Vater. Einer seiner Stammgäste war der belgische Banquier Jacques Verhagen, der meinte, dass Lochmatter ebenso hervorragend Auto fahre wie führe. Diese alpinen Fähigkeiten kamen ihm als Unternehmer zugute, zählen die Quarzitplattenbrüche der Gemeinde St. Niklaus doch zu den wenigen europäischen Steinbrüchen ohne Strassenerschliessung. Der erfolgreiche Unternehmer Erwin Lochmatter machte den St. Niklauser Quarzit über die Grenzen des Wallis hinaus in Europa bekannt.

## All-Round-Bergführer und Begründer der neuen Schule

### Skiführer
Josef Lochmatter reiste um 1900 nach Norwegen, um sich dort die Skifahrtechnik noch besser anzueignen. Am 10. Januar 1902 führte er die Wintererstbesteigung des Weisshorns  (4505 m) und am 31. Januar 1911 die des Matterhorns (4478 m) über den Hörnligrat durch.
Josef Lochmatter hatte in jungen Jahren das Schreinerhandwerk bei seinem Vetter Josef Marie Lochmatter (1861–1919) erlernt, der auch ein St. Niklauser Bergführer war. Josef Lochmatter stellte die Skis selber her.

### Komet der Alpen
1896/1897 war Josef Lochmatter Mitglied der Expedition der erfolgreichen Erstbesteigung des höchsten Bergs Amerikas des Aconcagua (6958 m), womit ein neuer Höhenweltrekord aufgestellt wurde.
Im Jahre 1905 war er der Erstbesteiger des Furggengrats am Matterhorn (4478 m). 1880 hatte der «König der Bergführer» Alexander Burgener den Furggengrat als unersteigbar erklärt.
Im Jahre 1906 war er der Erstbesteiger der 900 Meter hohen Südwand des Täschhorns (55°-60°, 4491 m). 1955 berichtete Geoffrey Winthrop Young wie folgt: «Es ist nur richtig davon zu erzählen, denn ich glaube kaum, dass sich, was Überwindung natürlicher Schwierigkeiten, Widerstand gegen die Auswirkungen von Kalte, Müdigkeit und Ansteckung durch Niedergeschlagenheit und Angst betrifft, auf irgendeinem Gebiet des Abenteuers oder Konfliktes oft ihresgleichen fand.»
1913 war er der Erstbesteiger des nach ihm benannten Lochmatter-Kamins der Aiguille du Grépon (3482 m), obwohl im Lochmatter-Kamin zuvor der grosse Bergführer François Simond aus Chamonix und andere zurückgezwungen worden waren.

## Erstbegehungen (Auswahl)
- 29. April 1897: Forked Peak, Aconcagua-Gruppe
- 10. Januar 1901: Wintererstbesteigung des Weisshorns (4505 m)
- Juli 1901: erste Überschreitung vom Grand (3754 m) zum Petit Dru (3733 m)
- August 1905: Furggengrat des Matterhorns (4478 m)
- 20. Juni 1906: Ostgrat (Route Lochmatter-Ryan) der Aiguille du Plan (3673 m)
- 11. August 1906: Südwand des Täschhorns (55°-60°, 4491 m)
- 31. Januar 1911: Wintererstbesteigung des Hörnligrats des Matterhorns (4478 m)
- 26. August 1913: direkter Aufstieg über den Westabhang (Lochmatter-Kamin) der Aiguille du Grépon (3482 m)
- die weiteren Erstbegehungen siehe folgend unter Literatur